# Müllendorf (Luxemburg)
Müllendorf (Luxemburgs: Mëlleref) is een plaats in de gemeente Steinsel en het kanton Luxemburg in Luxemburg.
Müllendorf telt 1006 inwoners (2001).

## Geboren
- Alphonse Thyes (1830-1914), technisch tekenaar en kunstschilder
- Edmond Goergen (1914-2000), schilder, tekenaar en restaurator